# Lycaugesia melasoma
Lycaugesia melasoma är en fjärilsart som beskrevs av George Francis Hampson 1910. Lycaugesia melasoma ingår i släktet Lycaugesia och familjen nattflyn. Inga underarter finns listade i Catalogue of Life.